# Ichabod Goodwin
Ichabod Goodwin, född 8 oktober 1794 i Berwick i Massachusetts, död 4 juli 1882 i Portsmouth i New Hampshire, var en amerikansk politiker. Han var republikan som New Hampshires guvernör 1859–1861, men hade tidigare varit whig.
Goodwin efterträdde 1859 William Haile som guvernör och efterträddes 1861 av Nathaniel S. Berry.